# Heidrun Gärtner
Heidrun Gärtner (* 26. Juli 1965 in Sindelfingen, Baden-Württemberg) ist eine deutsche Schauspielerin.

## Leben
Heidrun Gärtner absolvierte ihr Schauspielstudium an der Hochschule für darstellende Kunst in Graz, wo sie auch als Lehrerin tätig war. Ihre erste durchgehende Serienrolle spielte sie in der Serie Hallo Onkel Doc. Außerdem spielte Gärtner am Staatstheater Braunschweig und an Bühnen in Konstanz und Ulm. Anschließend hatte sie Gastauftritte in diversen Serien wie Tatort, Ein Fall für zwei, Die Rosenheim-Cops und In aller Freundschaft. Seit 2007 spielt Gärtner in der BR-Daily-Soap Dahoam is Dahoam die Rolle der Annalena Brunner.
Heidrun Gärtner ist mit dem Schauspieler Daniel Friedrich verheiratet und wohnt in Icking.

## Filmografie (Auswahl)
- 1996: Tatort – Der Spezialist
- 1997: Gute Zeiten, schlechte Zeiten (2 Episoden)
- 1998: Hallo, Onkel Doc! – Staffel 4
- 1998: Ein Fall für Zwei – Falsche Partner
- 1999: Balko – Erst erben, dann sterben
- 2000: Tatort – Blaues Blut
- 2000: Dr. Sommerfeld – Neues vom Bülowbogen – Kein leichtes Los
- 2000: Max & Lisa – Mr. Perfect
- 2001: Tatort – Eine unscheinbare Frau
- 2001: HeliCops – Einsatz über Berlin – Doppeltes Spiel
- 2002: Herz oder Knete
- 2002: Die Rettungsflieger – Hitzefrei
- 2002: In aller Freundschaft – Das Igelkind
- 2002: Am Ende die Wahrheit
- 2002: Ein Liebhaber zu viel ist noch zu wenig
- 2003–2008: Im Namen des Gesetzes (9 Episoden)
- 2003: Berlin, Berlin (2 Episoden)
- 2003: Abschnitt 40 – Ausgesetzt
- 2004: Edel & Starck – Amor lebt
- 2004: Die Kommissarin – Das Mädchen und der Tod
- 2004: Ich werde immer bei euch sein
- 2004: So fühlt sich Liebe an
- 2005: Die Gerichtsmedizinerin – Die letzte Reise
- 2005: Brief eines Unbekannten
- 2006: Tatort – Liebe macht blind
- 2006: Ein Fall für zwei – Der verlorene Sohn
- seit 2007: Dahoam is Dahoam
- 2007: Die Rosenheim-Cops – Mitten ins Herz
- 2007: Unser Charly – Charly und das Mittelalter
- 2007: Stadt, Land, Mord! – Ein gewaschener Mord
- 2008: Die Anstalt: Zurück ins Leben – Weiße Dame
- 2008: Liebe, Babys und ein großes Herz – Das Versprechen
- 2010: SOKO 5113 – Der Fluch der bösen Tat
- 2023: In aller Freundschaft – Die jungen Ärzte – Willst du?

## Theaterrollen (Auswahl)
- „Blanche“ in Endstation Sehnsucht, Regie: J. Lenfeld
- „Karoline“ in Kasimir und Karoline, Regie: A. Halter
- „Maggie“ in Othello darf nicht platzen, Regie: D. Berkenhoff
- „Wendla“ in Frühlings Erwachen, Regie: M. Müller–Elmau